# Abdellatif Osmane
Abdellatif Osmane (en arabe : عبداللطیف عثمان) est un footballeur international algérien né le 20 novembre 1968 à Mostaganem. Il évoluait au poste de défenseur central.

## Biographie

### En équipe nationale
Abdellatif Osmane reçoit huit sélections en équipe d'Algérie entre 1997 et 1998. Toutefois, certaines sources mentionnent neuf sélections.
Il joue son premier match en équipe nationale le 27 septembre 1997, en amical contre le Kenya (défaite 0-1). Il joue son dernier match le 15 février 1998, contre le Cameroun (défaite 1-2).
Il participe avec la sélection algérienne à la Coupe d'Afrique des nations en 1998. Lors de cette compétition organisée au Burkina Faso, il joue trois matchs. Avec un bilan peu reluisant de trois défaites en trois matchs, l'Algérie ne dépasse pas le premier tour du tournoi.

## Statistiques

### Avec l'équipe d'Algérie
Le tableau suivant indique les rencontres de l'équipe d'Algérie dans lesquelles Abdellatif Osmane a été sélectionné, du 27 septembre 1997 jusqu'au 15 février 1998.